# Port Everglades
Port Everglades er en havn i Broward County i Florida. Havnen er 13 meter dyb, og et økonomisk kraftcentrum i det sydlige Florida, da den er ledende indenfor containerfragt og krydstogt-turisme. Den er den tredje travleste krydstogthavn i verden og USAs tiende største med transport af containere.
I 2009 åbnede havnen verdens største terminal til krydstogsskibe, efter at Oasis of the Seas med plads til 5.400 passagerer fik Everglades som hjemhavn. Oasis var på dette tidspunkt verdens største krydstogtskib.